# BMW Z3
Der BMW Z3 ist ein PKW des deutschen Automobilherstellers BMW. Der zweisitzige Roadster wurde im Herbst 1995 auf dem Markt eingeführt. Im Sommer 1998 wurde die Baureihe durch eine Coupé-Variante ergänzt.
Im April 1999 wurden Roadster wie Coupé einer Modellpflege unterzogen. Die Motorenpalette reichte von einem 1,8-Liter-Vierzylindermotor mit 85 kW (115 PS) bis zu einem 3,2-Liter-Sechszylinder-Motor mit 239 kW (325 PS).
Bis zum 5. Juli 2002 liefen bei der BMW US Manufacturing Company, LLC in Greer, South Carolina (USA) 179.273 Roadster und 17.815 Coupés vom Band. Der Z3 trägt die interne Bezeichnung E36/7 für den Roadster und E36/8 für das Coupé (E36/7S bzw. E36/8S für die Motorsport-Modelle). Er basiert auf der Plattform des E36 Compact und teilt sich mit ihm die Hinterachse sowie einige Teile des Cockpits.

## Modellgeschichte
Am 20. September 1995 lief der erste BMW Z3 vom Band. Er war der erste BMW, der komplett und ausschließlich außerhalb Deutschlands gebaut wurde. Aus diesem Grund wurde der Z3 auch speziell für das neue Werk in den USA entwickelt. So stammen über 60 % der verbauten Teile aus Nordamerika. Die Produktion in den USA sollte das Unternehmen u. a. unabhängiger von Wechselkursschwankungen machen.
Die Produktion des Roadsters begann mit dem Vierzylindermodell Z3 Roadster 1.8 und 1.9. Diesen platzierte BMW in dem James-Bond-Film „GoldenEye“. 1996 wurde die Produktpalette durch den Z3 Roadster 2.8 mit einem Reihensechszylinder erweitert, welcher u. a. an breiteren Kotflügeln hinten und zwei Begrenzungsleuchten in der Frontstoßstange zu erkennen ist.
Ein Jahr später startete der Z3 M Roadster mit dem aus dem M3 der E36-Baureihe bekannten 3,2-Liter-Sechszylinder-Motor und 236 kW (321 PS). Neben einigen technischen Änderungen an Motor, Fahrwerk, Auspuffanlage, Elektrik und Karosserie brachte der M Roadster auch einige neue optische Details. Die Spiegel, die Heckklappe und der Frontspoiler wurden verändert. Das Design der Mittelkonsole wurde überarbeitet und es wurden zusätzliche Instrumente integriert.
Im August 1998 wurde die Baureihe um ein Kombicoupé (Shooting-Brake) erweitert, dessen Präsentation auf der IAA 1997 stattfand. Diese geschlossenen Fahrzeuge waren mit den bekannten Sechszylinder-Motoren ausgestattet. Sie wurden unter der Bezeichnung Z3 Coupé 2.8 (später Z3 Coupé 3.0) und M Coupé angeboten. Das Design des Coupé war umstritten und wurde landläufig als „Turnschuh“ bezeichnet.
Im Oktober 1998 bestückte BMW den Z3 Roadster 2.8 mit einem weiterentwickelten Motor. Dieser hatte zwar den gleichen Hubraum, aber nun zwei verstellbare Nockenwellen (Doppel-VANOS), so dass neben der Einlass- nun auch die Auslassventilsteuerung der Drehzahl und den Lastverhältnissen angepasst werden konnte. Diese Maßnahme brachte einen verbesserten Verlauf der Drehmomentkurve bei 1 kW mehr Leistung.
1999 wurde ein Z3 mit einem BMW-V12-Motor in Verbindung mit einem Sechsganggetriebe aus dem 850 Ci ausgerüstet. Nachdem im dritten Gang noch die Räder durchdrehten, galt das Fahrzeug als unfahrbar und wurde nicht in Serie oder Kleinserie hergestellt.

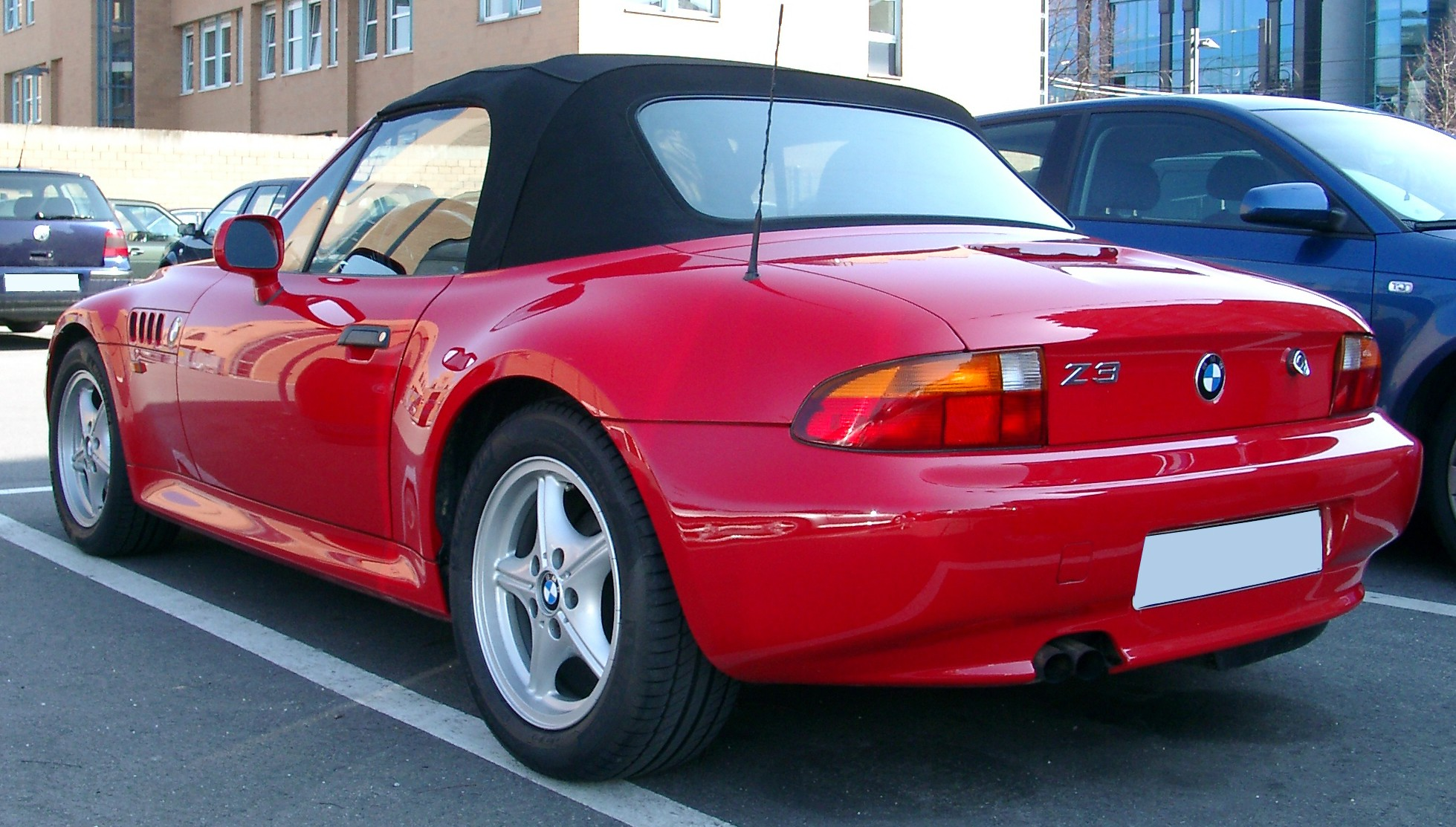
Heckansicht
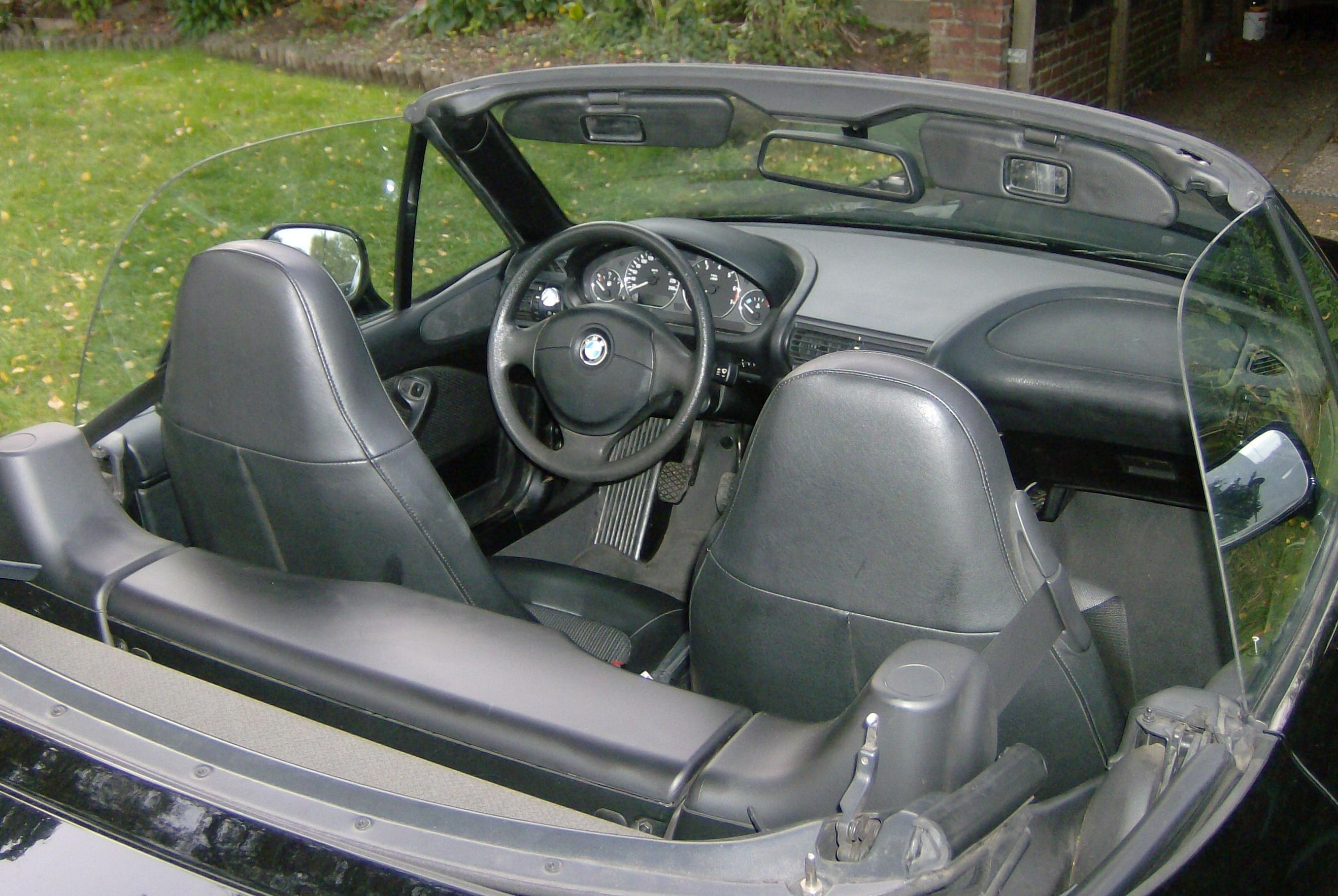
Innenraum
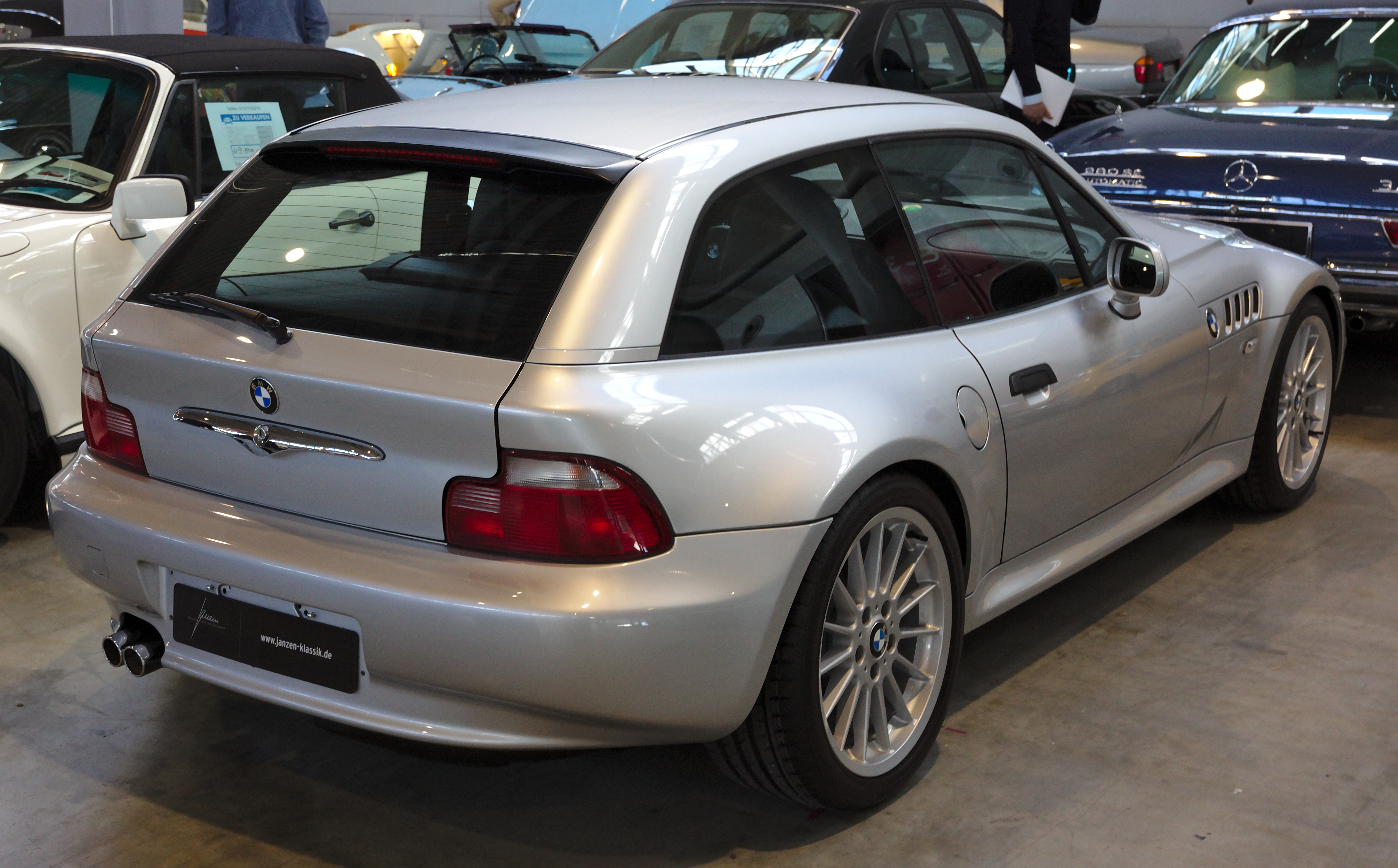
BMW Z3 Coupé (1998–1999)
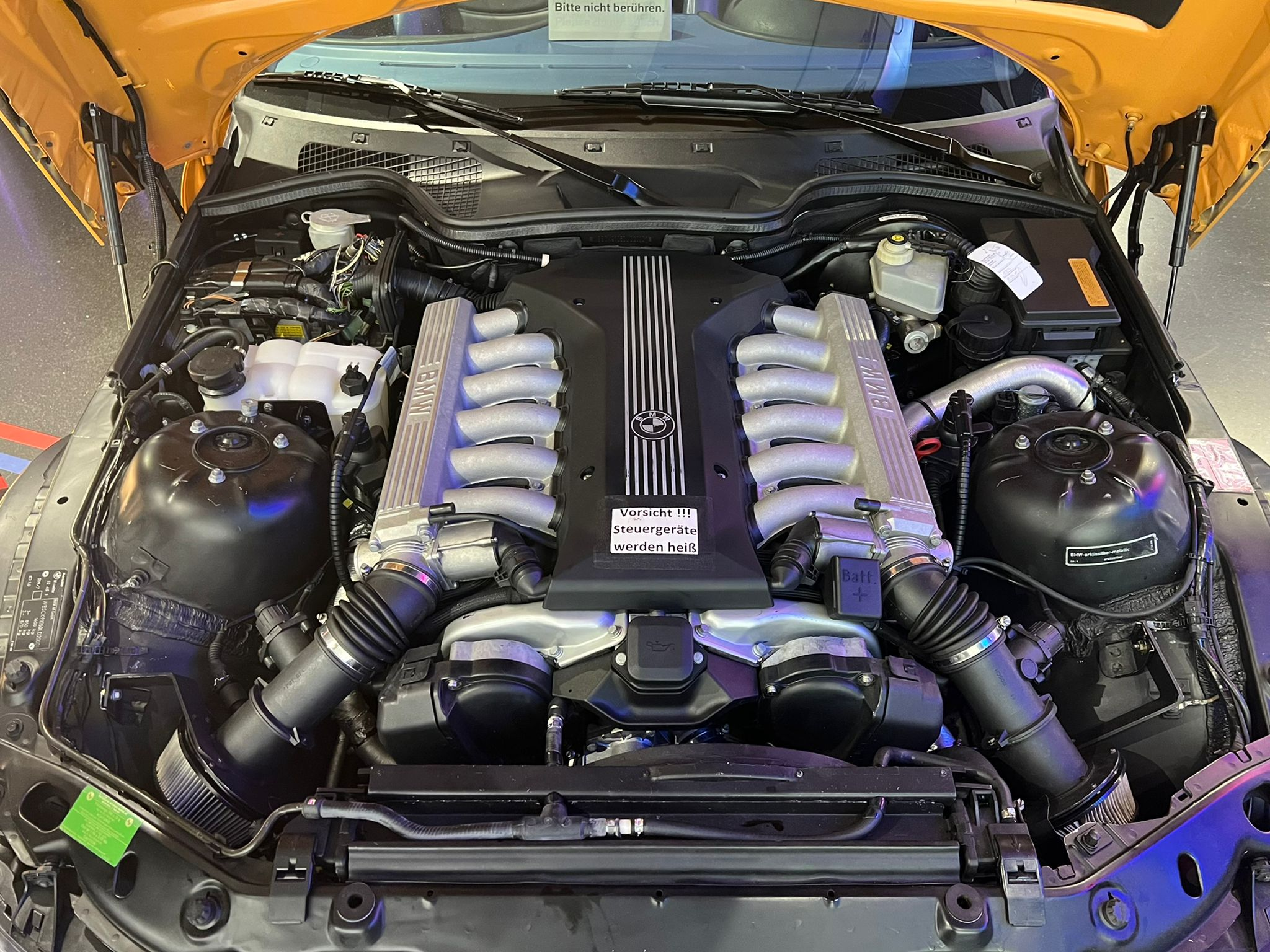
V12 als Z3-Versuchsfahrzeug 1999

### Modellpflege
Von April 1999 an verkaufte BMW eine überarbeitete Version der Z3-Reihe. Das Heck erhielt eine neue Form mit hochgezogenen Kotflügeln, L-förmigen Rückleuchten und einer geschwungenen Heckklappe. Die verglasten Rundscheinwerfer der Front wurden mit Chromringen eingefasst. Im Innenraum wurden die Instrumente der Mittelkonsole verändert und das Verdeck erhielt ein zusätzliches Innenverdeck. Seit diesem Baujahr gibt es keine versionsbedingten optischen Unterschiede. Der M Roadster erhielt ebenfalls Chromringe an den Scheinwerfern, blieb ansonsten aber unverändert.
Mit der neuen Motorengeneration ab April 1999 bot BMW erstmals den Z3 Roadster 2.0 an. Im Laufe der Zeit veränderte BMW die Modellpalette. So ersetzte im Juni 2000 der Z3 Roadster 3.0i den Z3 Roadster 2.8 und im Oktober des gleichen Jahres der Z3 Roadster 2.2 das Modell mit dem 2-Liter-Motor.
Für den nordamerikanischen Markt wurde ein Z3 Roadster 2.3 mit 125 kW (170 PS) angeboten. Dieser Motor war ebenfalls in der 3er (E36) Reihe im 323i verbaut und hatte 2,5 l (2494 cm³) Hubraum.
Schließlich wurden der M Roadster und das M Coupé im Juni 2001 mit dem S54-Motor des BMW M3 (E46) ausgerüstet. Dieser leistet im Z3 statt der sonst üblichen 252 kW (343 PS) allerdings nur 239 kW (325 PS), da ab Werk keine ausreichend lange Auspuffanlage installiert werden konnte, um die Leistung des M3-Pendant zu erreichen.
Im Juli 2002 wurde die Produktion der Z3-Reihe eingestellt. Nachfolger wurde ab Herbst 2002 der Z4.

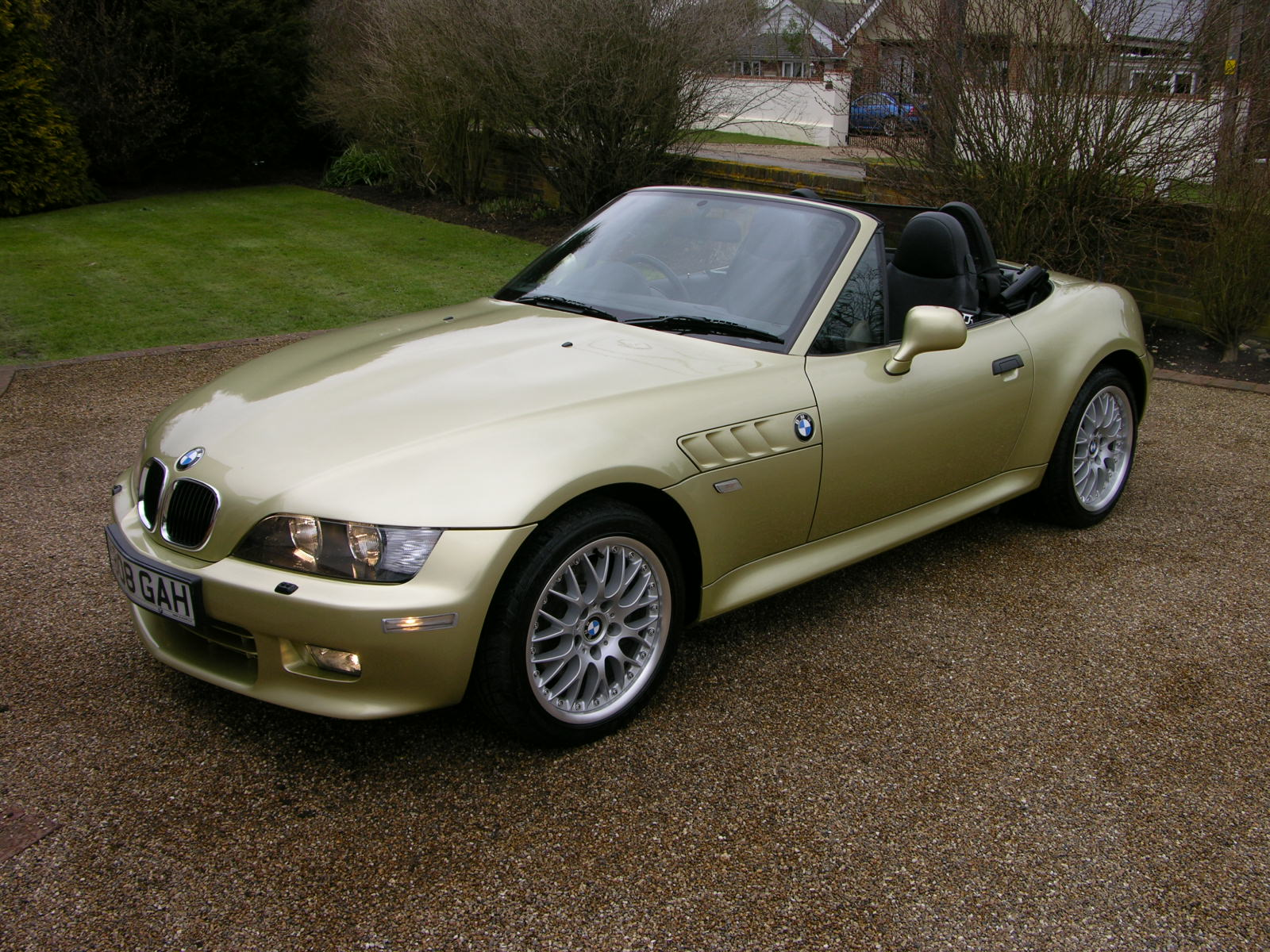
BMW Z3 (1999–2002)
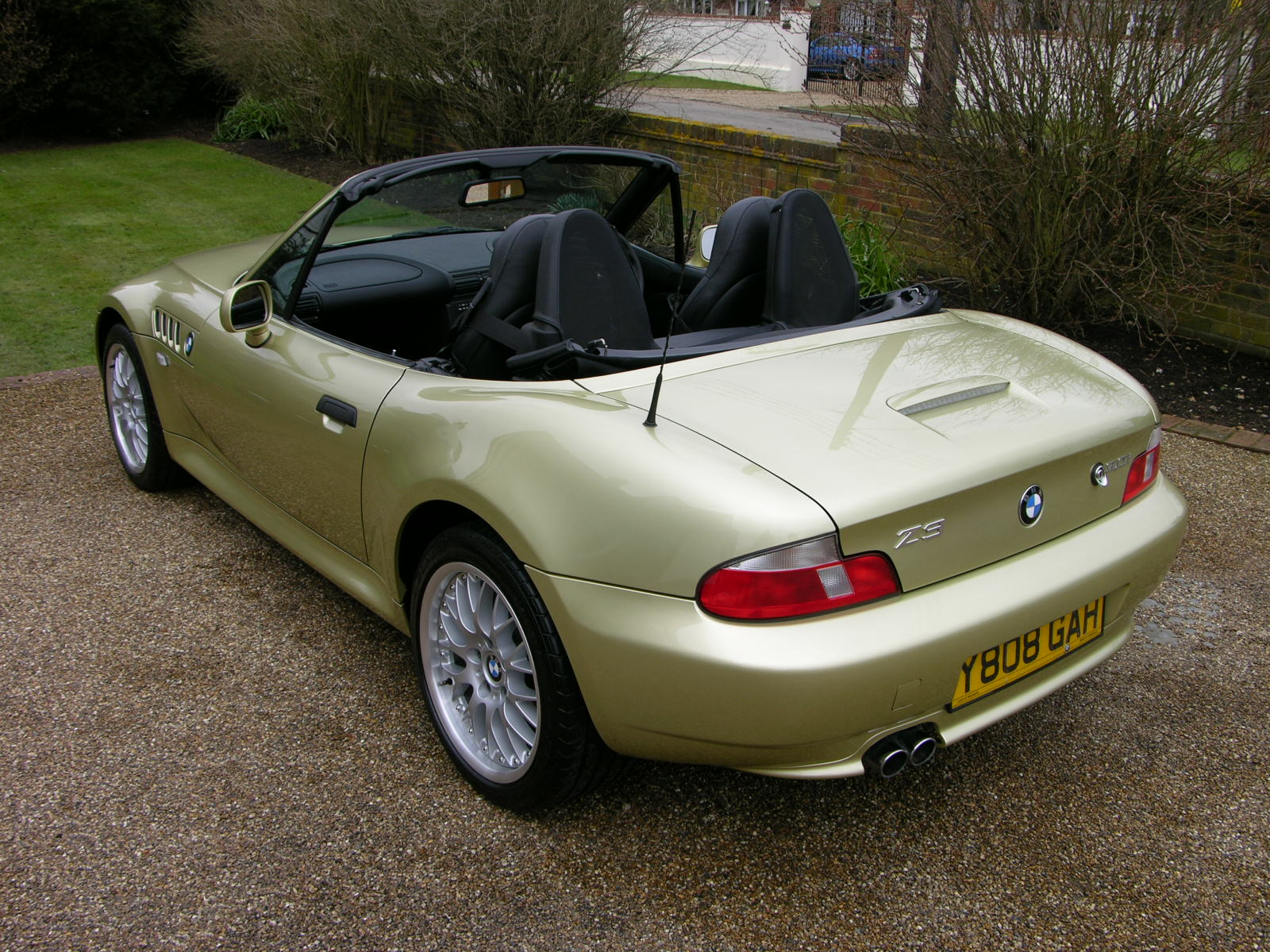
Heckansicht
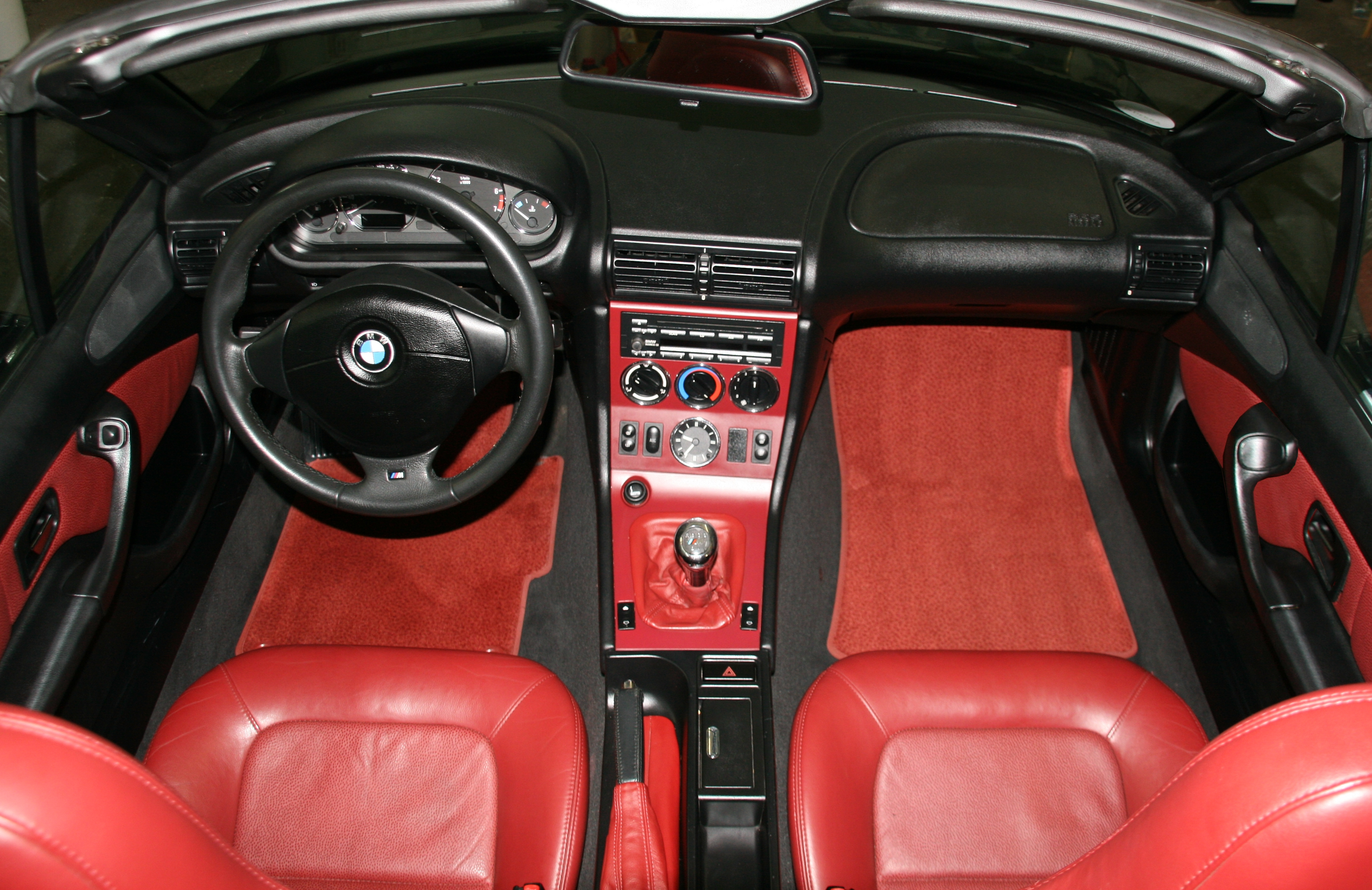
Innenraum
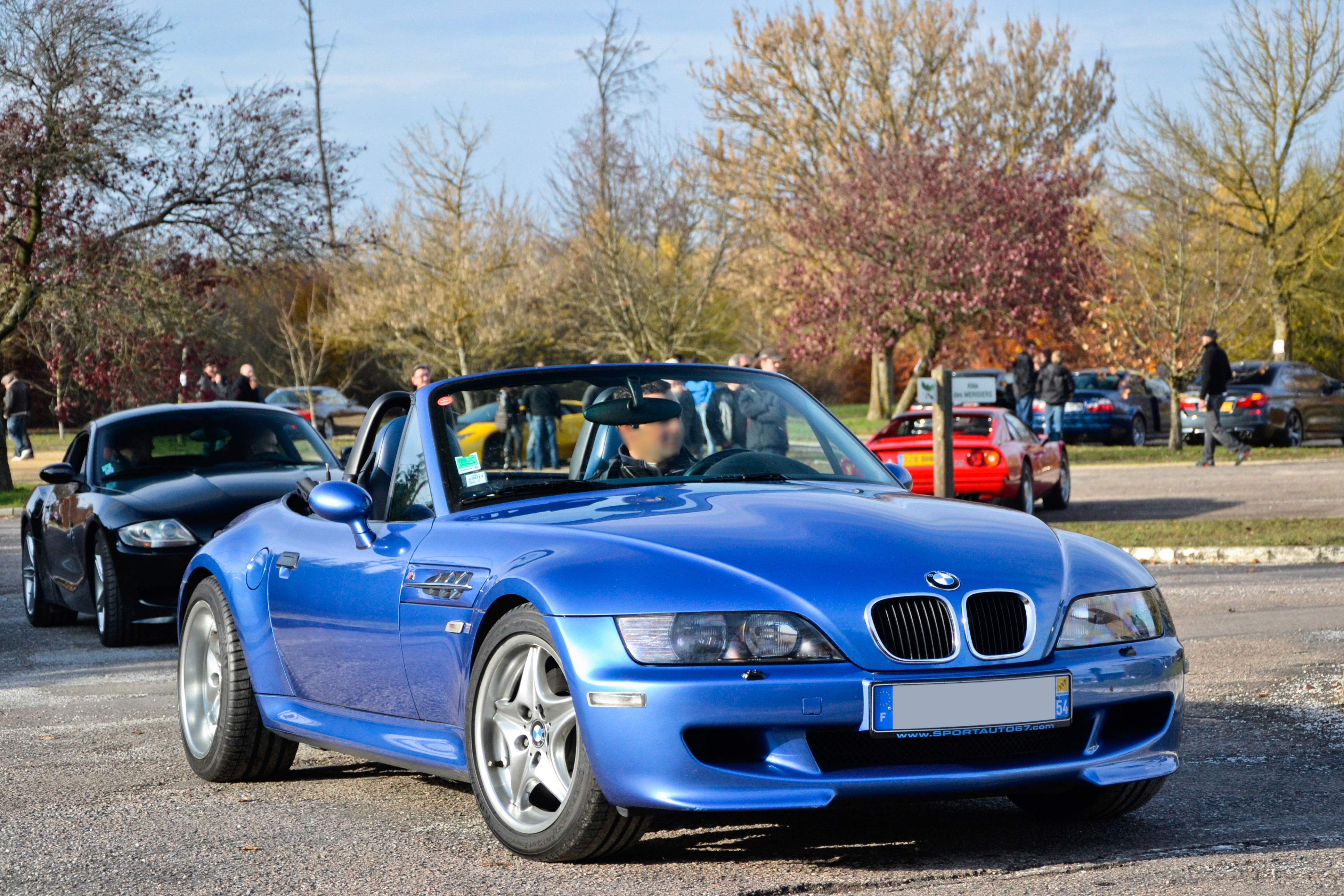
BMW M Roadster
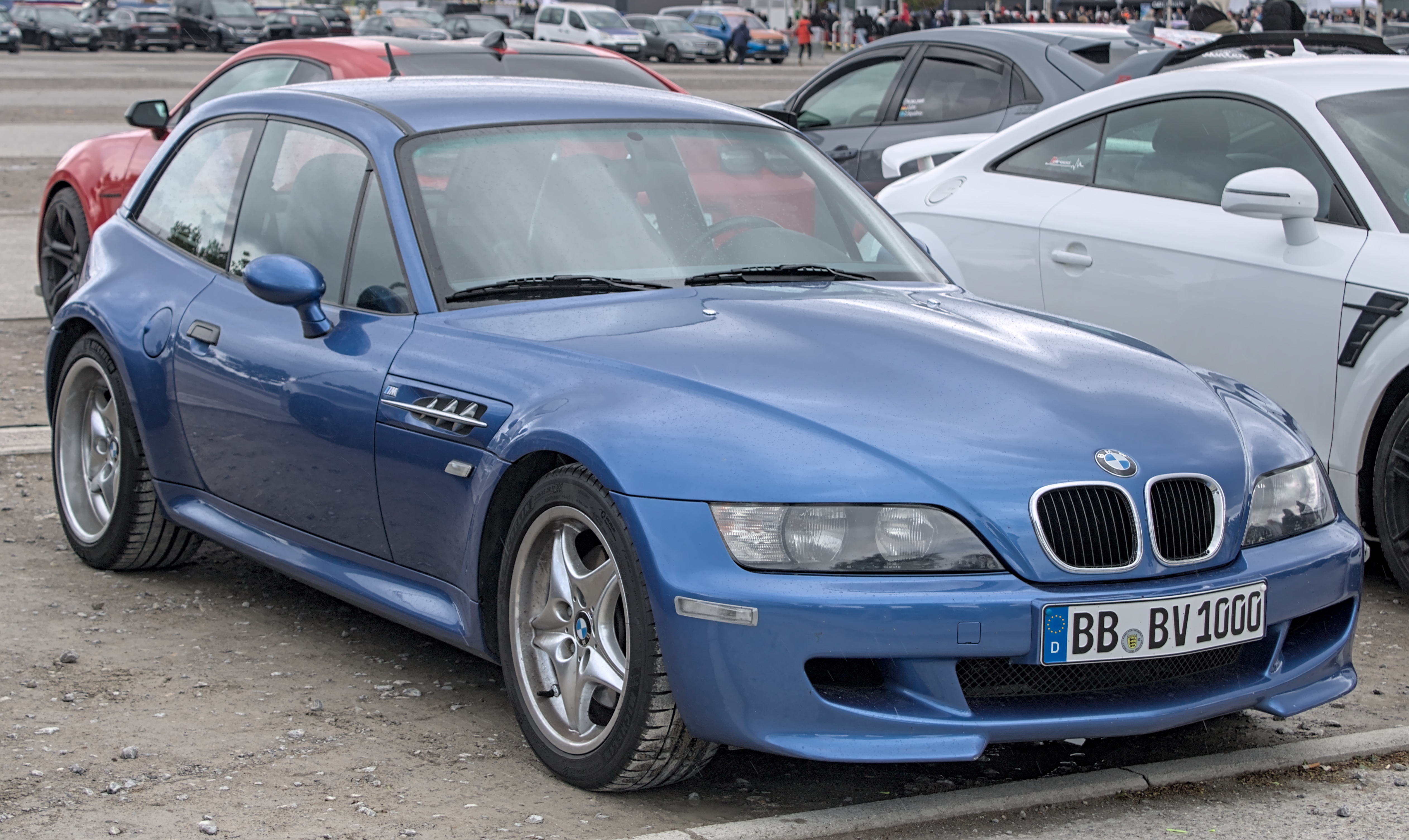
BMW M Coupé
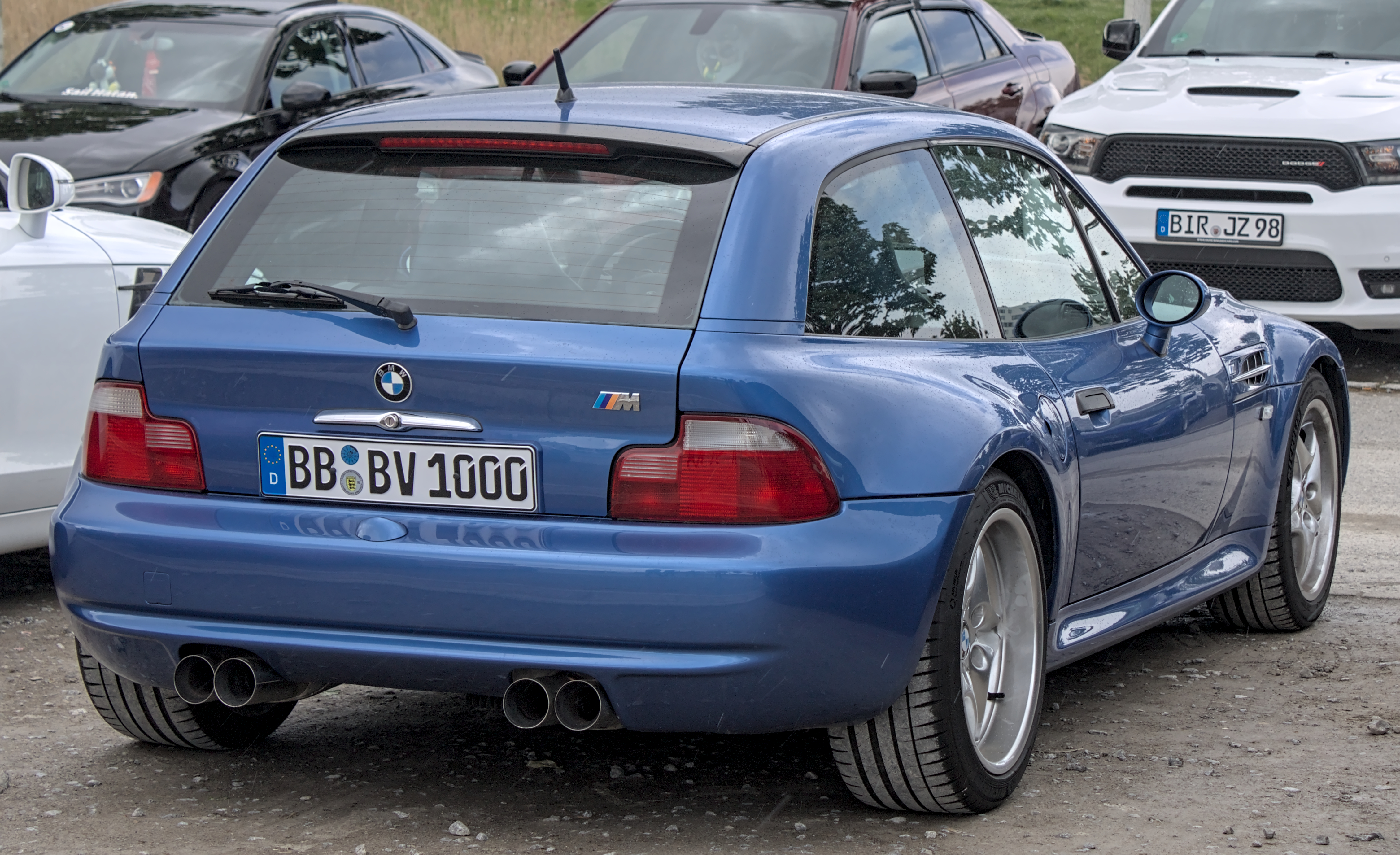
Heckansicht

## Stückzahlen
Roadster
| Modell       | Produktionszeitraum | Anzahl |
| ------------ | ------------------- | ------ |
| roadster 1.8 | 1995/09 – 1998/08   | 29.509 |
| roadster 1.9 | 1995/09 – 1999/03   | 77.965 |
| roadster 2.8 | 1996/11 – 2000/09   | 50.607 |
| M roadster   | 1997 – 2002         | 15.322 |

Coupé
| Modell     | Produktionszeitraum | Anzahl |
| ---------- | ------------------- | ------ |
| coupé 2.8  | 1998/01 – 2000/05   | 7.671  |
| coupé 3.0i | 2000/06 – 2002/08   | 3.853  |
| M coupé    | 1998/04 – 2002/08   | 6.291  |

## Merkmale bestimmter Versionen

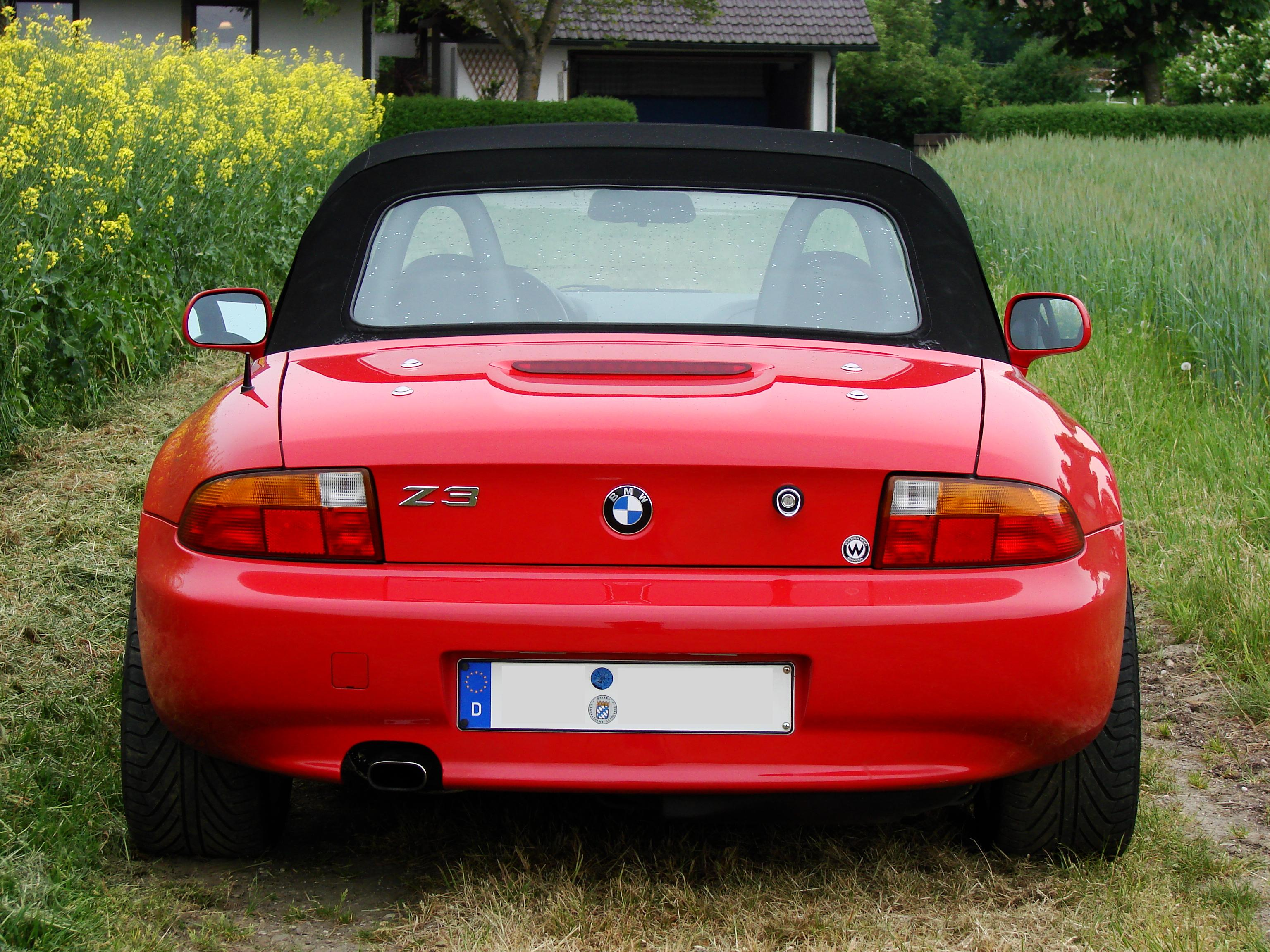
Schmales Heck der Vierzylinder-Variante
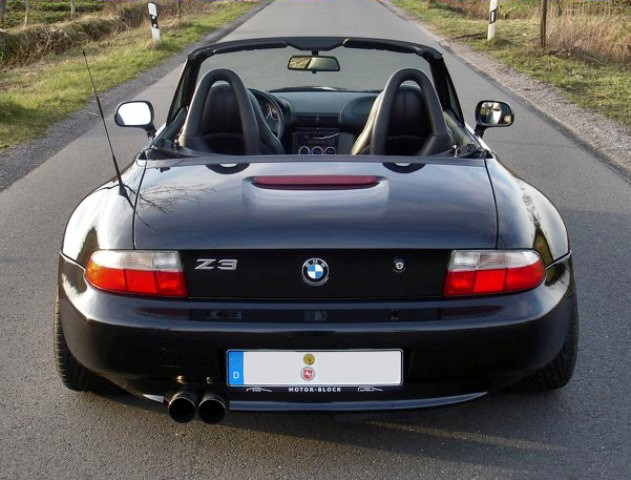
Z3 Roadster 2,8: breites Heck bis 1999 (Z3-M Roadster immer breites Heck, bis zum Schluss und Nummernschild an der Heckklappe)
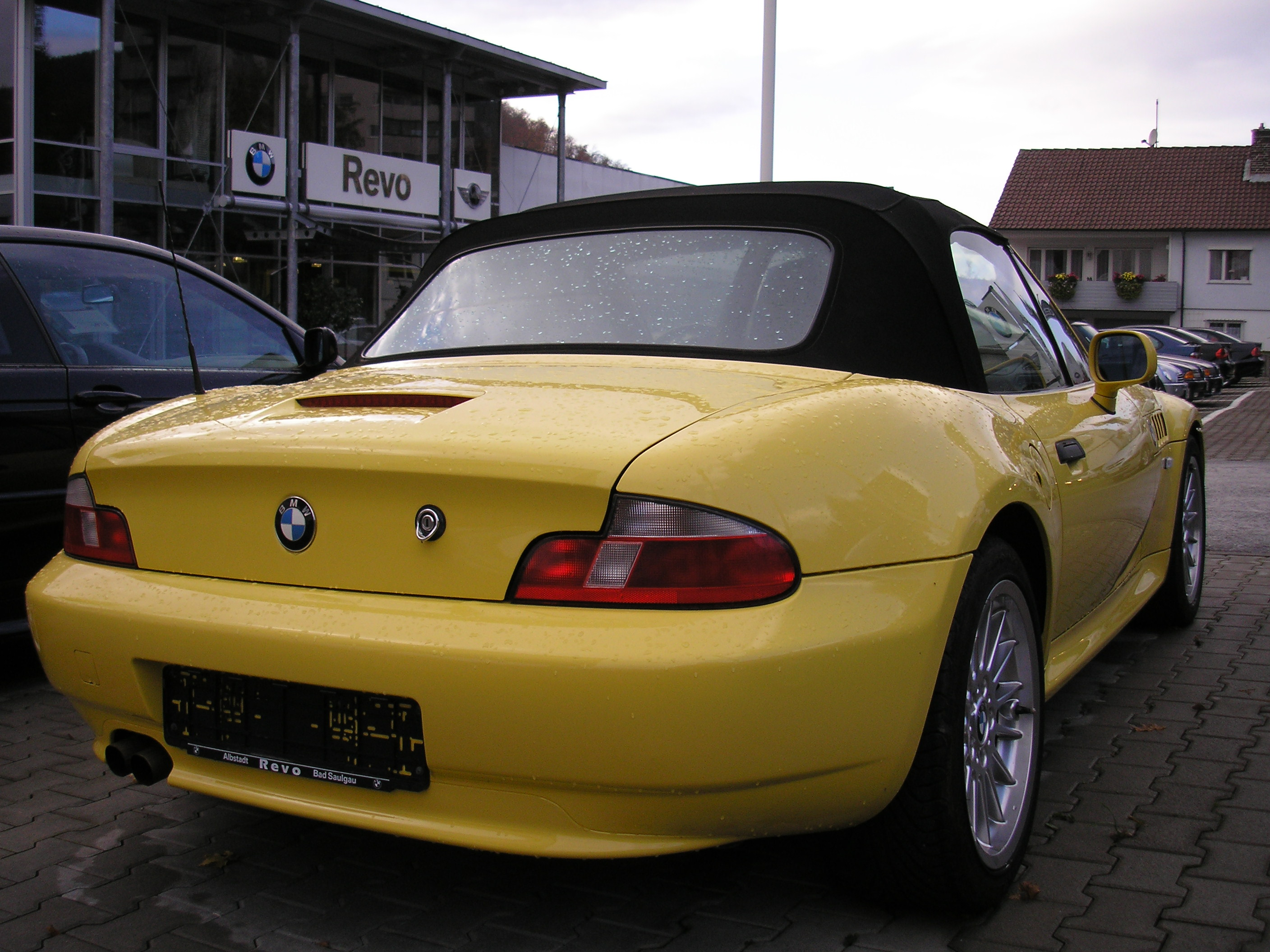
Höcker am Heck ab 1999

## Verdeck
Das Stoffverdeck des BMW Z3 wurde in den Farben Schwarz, Dunkelbeige, Klassischrot, Dunkelblau und Dunkelgrün hergestellt. Bauartbedingt wird beim Öffnen des Verdecks die Heckscheibe gefaltet, so dass hier nur eine Variante aus Kunststoff verwendet werden kann. Die Scheibe ist mit einem Reißverschluss mit dem Verdeck verbunden und kann relativ schnell ausgetauscht werden. Das optionale Hardtop wurde in allen verfügbaren Fahrzeuglack-Farben angeboten.

## Sondermodelle

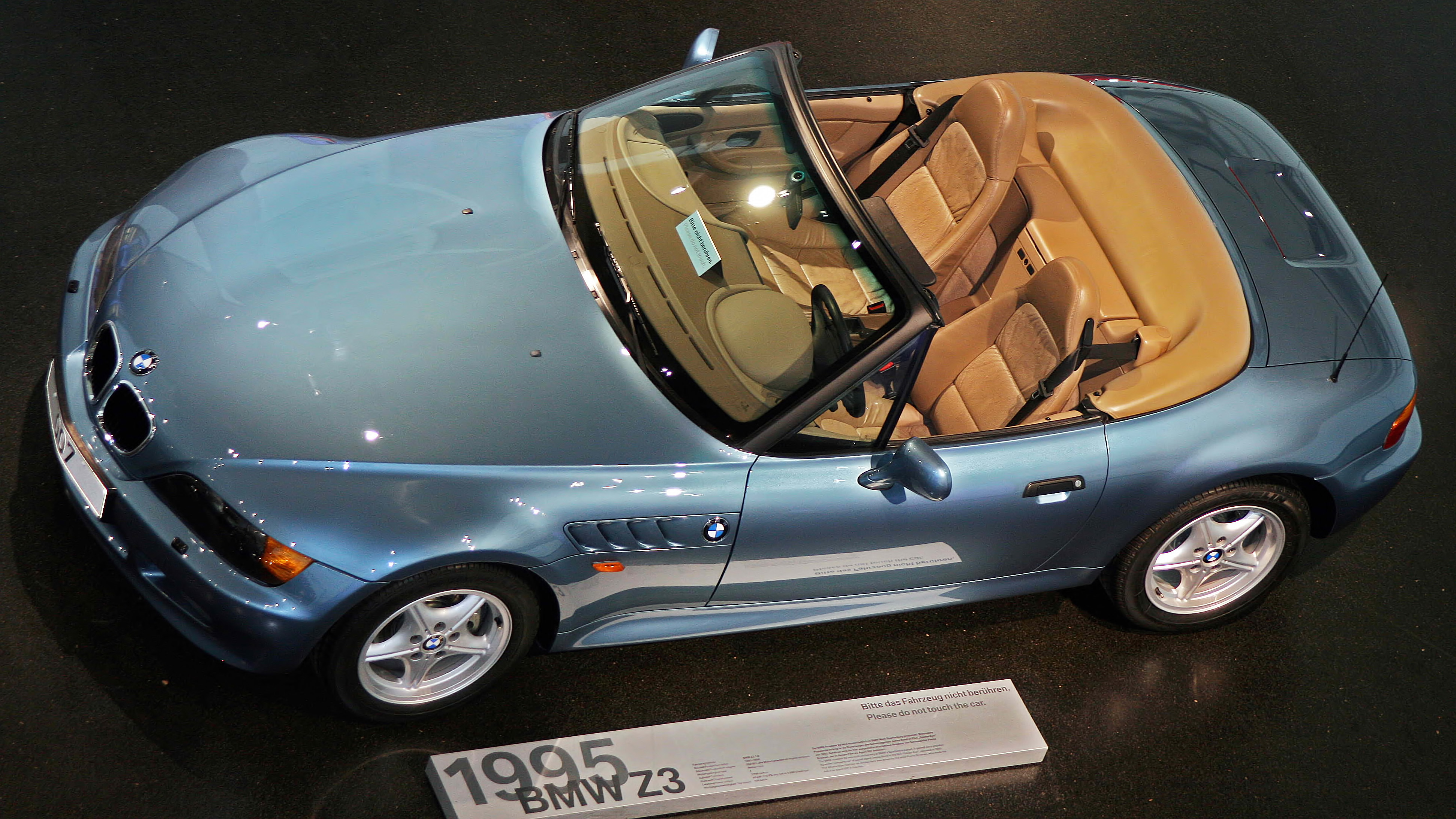
Z3 Roadster „James Bond Edition“ im BMW Museum München in der Farbe Atlanta Blue

1999 und 2001 wurden insgesamt neun Sondermodelle des BMW Z3 gebaut. Alle 1999er Sondermodelle verfügen über weiße Blinkerleuchten.
- 1999: American style, Bella macchina, British traditional, Fidschi, Orinoco[18]
- 2001: Estoril, Imola, Kyalami, San Remo[18]

American style

Dieses Modell wurde in der Sonderlackierung Velvet-Blue-Metallic ausgeliefert. Tintenblaue Nappaleder-Türverkleidungen und zweifarbige Nappaleder-Sportsitze im M Roadster (Tintenblau und Schwarz), bestimmen die Optik des Interieurs.
Bella macchina

Die Bella macchina wurde in der Farbe Schwarz-II oder Cosmosschwarz-Metallic lackiert, Die Edelholzausstattung (Platane), des Innenraums wurde mit zweifarbigen Nappaleder-Türverkleidungen und -Sitzen in den Farbtönen Modena Natur (helles beige) und Schwarz kombiniert.
British traditional

Das Sondermodell British traditional wurde in den Farben Dunkelgrün oder Bostongrün-Metallic lackiert. Das Interieur ist mit Edelholz (Pappel) ausgestattet. Die Türverkleidung und Sitze sind mit champagnerfarbenem Nappaleder bezogen. Das Modell hat ein dunkelgrünes Verdeck.
Fidschi

Das türkisfarbene Exterieur (Sonderlackierung Fidschigrün) wurde bei diesem Modell mit einem dunkel- und marineblauem Leder-Interieur kombiniert.
Orinoco

Das Modell wurde mit der Sonderlackierung Orinoco-Metallic (grau-grün) ausgeliefert. Im Innenraum finden sich cremeweiße Nappaleder-Türverkleidungen und -Sitze. Der Orinoco war mit einem beigefarbenen oder schwarzen Verdeck erhältlich.
San Remo

Das Sondermodell San Remo wurde in der Farbe Titansilber-Metallic lackiert. Es verfügt über zweifarbige M Roadster Walknappaleder-Sportsitze (Estorilblau und Schwarz). Die Türverkleidung, der Schalthebel-/Handbremshebelbalg und der M-Lenkrad-Einsatz sind mit Nappaleder in Estorilblau bezogen. Das Modell hat ein dunkelblaues oder schwarzes Verdeck.

## Motorisierung
| Modell  | Motorcode | Hubraum (cm³) | Zylinder/ Ventile | Leistung bei 1/min       | Drehmoment bei 1/min | Beschleunigung, 0–100 km/h | Verbrauch laut Hersteller  | Höchst- geschwindigkeit | Variante        | Bauzeitraum     |
| ------- | --------- | ------------- | ----------------- | ------------------------ | -------------------- | -------------------------- | -------------------------- | ----------------------- | --------------- | --------------- |
| Z3 1.8  | M43 B18   | 1796          | 4/8               | 85 kW (115 PS) bei 5500  | 168 Nm bei 3900      | 10,4 s                     | 8,4 Liter / 100 Kilometer  | 196 km/h                | Roadster        | 01/1996–08/1998 |
| Z3 1.9i | M43TU B19 | 1895          | 4/8               | 87 kW (118 PS) bei 5500  | 180 Nm bei 3900      | 10,4 s                     | 8,5 Liter / 100 Kilometer  | 196 km/h                | Roadster        | 09/1998–07/2002 |
| Z3 1.9  | M44 B19   | 1895          | 4/16              | 103 kW (140 PS) bei 6000 | 180 Nm bei 4300      | 9,5 s                      | 8,7 Liter / 100 Kilometer  | 205 km/h                | Roadster        | 10/1995–04/1999 |
| Z3 2.0  | M52TU B20 | 1991          | 6/24              | 110 kW (150 PS) bei 5900 | 190 Nm bei 3500      | 8,9                        | 9,0 Liter / 100 Kilometer  | 210 km/h                | Roadster        | 04/1999–10/2000 |
| Z3 2.2i | M54 B22   | 2171          | 6/24              | 125 kW (170 PS) bei 6100 | 210 Nm bei 3500      | 7,9 s [8,9 s]              | 9,2 Liter / 100 Kilometer  | 224 km/h [220 km/h]     | Roadster        | 10/2000–07/2002 |
| Z3 2.8  | M52 B28   | 2793          | 6/24              | 141 kW (192 PS) bei 5300 | 275 Nm bei 3950      | 7,1 s [7,2 s]              | 9,5 Liter / 100 Kilometer  | 218 km/h [216 km/h]     | Roadster        | 03/1997–09/1998 |
| Z3 2.8i | M52TU B28 | 2793          | 6/24              | 142 kW (193 PS) bei 5500 | 280 Nm bei 3500      | 6,9 s                      | -                          | 225 km/h                | Roadster        | 02/1999–06/2000 |
| Z3 2.8i | M52TU B28 | 2793          | 6/24              | 142 kW (193 PS) bei 5500 | 280 Nm bei 3500      | 6,8 s [7,1 s]              | -                          | 231 km/h [229 km/h]     | Coupé (1)       | 09/1998–06/2000 |
| Z3 3.0i | M54 B30   | 2979          | 6/24              | 170 kW (231 PS) bei 5900 | 300 Nm bei 3500      | 6,0 s [6,3 s]              | 9,5 Liter / 100 Kilometer  | 240 km/h [236 km/h]     | Roadster        | 06/2000–07/2002 |
| Z3 3.0i | M54 B30   | 2979          | 6/24              | 170 kW (231 PS) bei 5900 | 300 Nm bei 3500      | 6,0 s [6,3 s]              | 9,5 Liter / 100 Kilometer  | 250 km/h [242 km/h]     | Coupé           | 06/2000–07/2002 |
| M 3.2   | S50 B32   | 3201          | 6/24              | 236 kW (321 PS) bei 7400 | 350 Nm bei 3250      | 5,4 s                      | 11,4 Liter / 100 Kilometer | 250 km/h                | Roadster        | 03/1997–07/2000 |
| M 3.2   | S50 B32   | 3201          | 6/24              | 236 kW (321 PS) bei 7400 | 350 Nm bei 3250      | 5,4 s                      | 11,4 Liter / 100 Kilometer | 250 km/h                | Coupé           | 09/1998–07/2000 |
| M 3.2   | S54 B32   | 3246          | 6/24              | 239 kW (325 PS) bei 7400 | 350 Nm bei 4900      | 5,3 s                      | 11,4 Liter / 100 Kilometer | 250 km/h                | Roadster, Coupé | 04/2001–07/2002 |

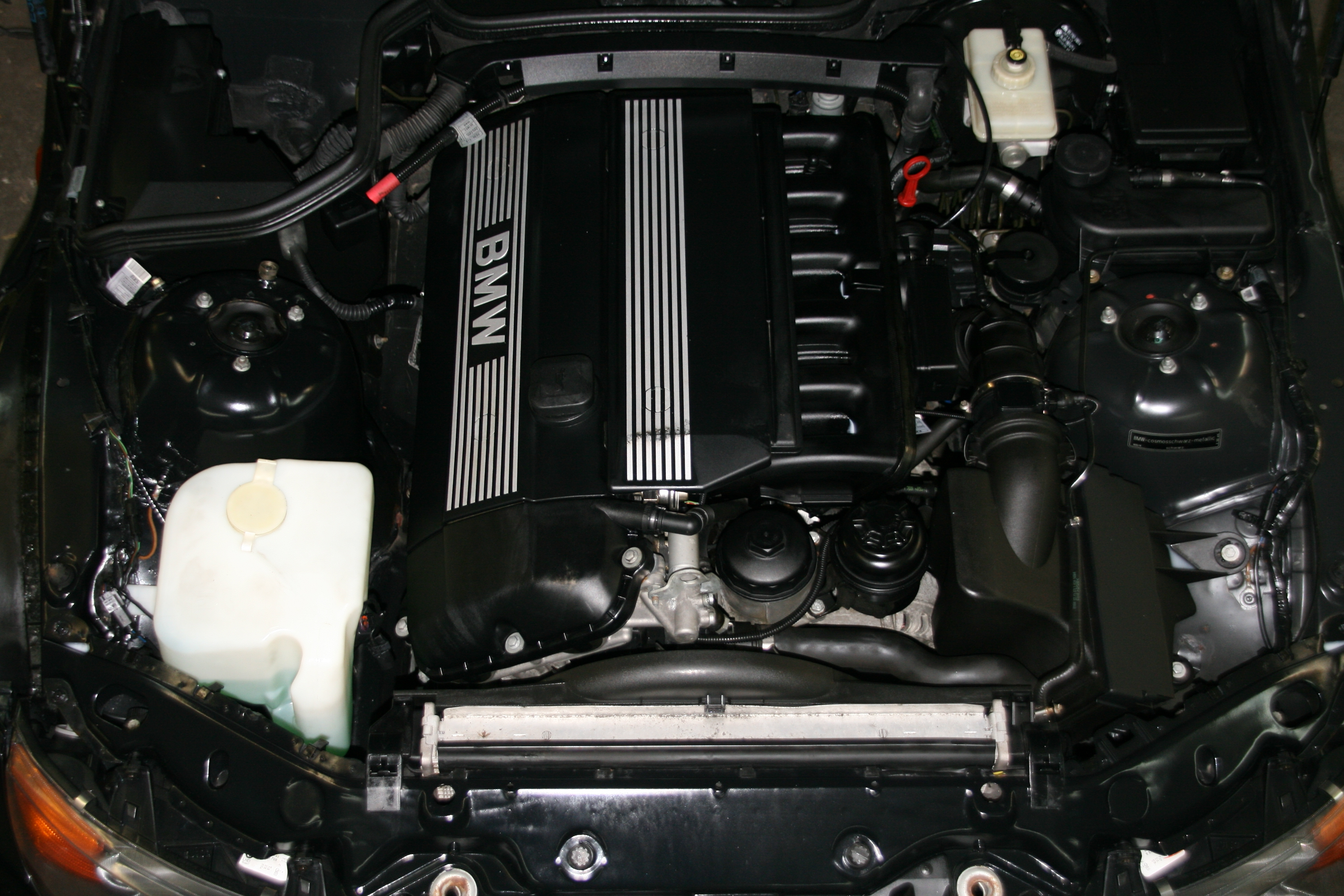
Motorraum des Z3 2.0i

Werte in […] sind mit Automatikgetriebe.